# U 510 (Kriegsmarine)
De U 510 is een IXC-U-boot van de Duitse Kriegsmarine tijdens de Tweede Wereldoorlog. Hij werd tot het einde van de oorlog gecommandeerd door kapitein-luitenant-ter-zee Alfred Eick. Voordien stond hij onder commando van korvetkapitein Karl Nietzel.

## Geschiedenis
Hij werd gebouwd op de Deutsche Werft in Hamburg en de tewaterlating gebeurde op 1 november 1940. Hij werd officieel in dienst gesteld op 25 november 1940, waarop de korvetkapitein Karl Nietzel het bevel kreeg tot 21 mei 1943.
Vanaf 25 mei 1941 tot 30 september 1943 deed hij vier vloottrainingen voor opleiding van toekomstige officieren. Daar was grote behoefte aan aangezien zovelen vielen in de strijd. Tussendoor werd hij in de strijd gegooid, als reserve-boot, totdat hij na 30 september 1943 voor altijd werd ingezet tegen de konvooien.
Vanaf 22 mei 1943 tot het einde van de oorlog tot 8 mei 1945 werd hij operationeel ingezet voor de strijd op zee. Kapitein-luitenant-ter-zee Alfred Eick was de toenmalige commandant over de U 510.
Hij had elf vrachtschepen tot zinken gebracht van 71.100 brt. - Een hulpmijnenveger van 249 brt werd tot zinken gebracht, acht schepen beschadigd van een totaal van 53.289 brt. - drie schepen met een totaal van 24.338 brt. vernietigd. Dit alles in zeven patrouilles.

## Wolfpack operaties
- De U-510 diende met de volgende Wolfpacks tijdens zijn carrière:
- "Streitaxt": (27 oktober 1942 - 7 november 1942)

## Aanslagen op deze boot
- 15 november 1942 - Een onbekend vliegtuig bombardeerde de boot, tijdens Operatie Toorts nabij Marokko met vermelding van een "ernstige olielek." (Bronnen: Blair, vol 2, pagina 109) - 1 geregistreerde aanval op deze boot.

## Einde loopbaanU 510
De U 510 werd uit dienst genomen op 10 mei 1945 te Saint-Nazaire, Frankrijk en aldaar overgedragen aan de Franse marine op 12 mei 1945, als de Franse onderzeeboot "Bouan" omgedoopt.
Hij werd definitief uit dienst genomen als de Q176 wegens ouderdom en in 1960 uiteindelijk gesloopt. Hij heeft bijna twintig jaar dienstgedaan.

## Commandanten
- 25 Nov. 1941 - 21 Mei 1943: FrgKpt. Karl Neitzel (Ridderkruis)
- 22 Mei 1943 - 8 Mei 1945: Kptlt. Alfred Eick (Ridderkruis)